# 바비 샌즈
로버트 제러드 "바비" 샌즈(아일랜드어: Roibeárd Gearóid Ó Seachnasaigh 로바드 가로드 오 샤크나시, 영어: Robert Gerard "Bobby" Sands, 1954년 3월 9일 ~ 1981년 5월 5일)는 아일랜드 공화국군 임시파(PIRA) 요원이자 퍼매너 사우스티론 지역구에서 당선된 영국 의회 하원 의원이었다.
샌즈는 아일랜드 공화주의자 수감자들이 정치범 대우를 요구하며 벌인 1981년의 아일랜드 단식투쟁의 지도자였다. 단식투쟁 와중에영국 총선거에 반 H-블록의 후보로 옥중출마하여 당선되었다. 그러나 영국 수상 마거릿 대처는 샌즈를 비롯한 시위자들과의 대화를 거부했고, 샌즈는 단식 투쟁을 죽을 때까지 이어갔다. 샌즈의 죽음은 PIRA의 신병 모집률과 무장 및 활동 증가를 야기했다.

## 같이 보기
- 테런스 맥스위니